# Comtat de Faro
El comtat de Faro va ser un títol nobiliari portuguès, que fa referència a la localitat de Faro, al sud del país. El títol va ser atorgat pel rei Alfons V de Portugal el 22 de maig de 1469 a Alfons de Bragança, tercer fill del duc Ferran de Bragança, els successors del qual esdevindrien comtes d'Odemira. Amb l'arribada de la república, els títols nobiliaris van deixar de ser efectius.